# أركوض
الأركوض أو خرنوب الخنازير (باللاتينية: Anagyris) جنس نباتي ينتمي إلى الفصيلة البقولية.

## منأنواعه
- الأركوض الشاحب (باللاتينية: Anagyris glauca)
- الأركوض الصيني (باللاتينية: Anagyris sinensis)
- الأركوض عديم الرائحة (باللاتينية: Anagyris inodora)
- الأركوض الكريتي (باللاتينية: Anagyris cretica)
- الأركوض كريه الرائحة أو خروب الخنزير(باللاتينية: Anagyris foetida)
- الأركوض الملتحي (باللاتينية: Anagyris barbata)
- الأركوض النيبالي (باللاتينية: Anagyris nepalensis)
- الأركوض الهندي (باللاتينية: Anagyris indica)